# Менахем бен-Иехуда
Менахем бен-Иехуда, также Менахем бен-Иехуда Галилейский, Менахем бен-Яир (?) — вождь сикариев во время Иудейской войны, сын Иуды из Галилеи, основателя партии зелотов.
Умел держать в своих руках необузданных сикариев; и во главе их напал в 66 году на горную крепость Масаду, захватил её и, перебив её римский гарнизон, занял затем и Антонию, гарнизон которой вынужден был отступить перед Элеазаром бен-Хананиа и его зелотами. Затем Менахем стал домогаться главенства в партии зелотов, мечтать о том, чтобы его признали Мессией. Однако Элеазар бен-Хананиа возбудил против Менахема зелотов. Последний бежал в Офлу (местность в Иерусалиме), но был схвачен и, после многих мучений, казнён.
Преемником Менахема сикарии признали его племянника Эл‘азара бен Яир. Тот бежал в Масаду, где возглавлял еврейский гарнизон до падения крепости в 73 году.